# Lispocephala pauciseta
Lispocephala pauciseta är en tvåvingeart som beskrevs av Hardy 1981. Lispocephala pauciseta ingår i släktet Lispocephala och familjen husflugor. Inga underarter finns listade i Catalogue of Life.